# جيسيكا باورز
جيسيكا باورز (بالإنجليزية: Jessica Powers)‏ (7 فبراير 1905، ماوستون في الولايات المتحدة - 18 أغسطس 1988، بيووكي في الولايات المتحدة)؛ كاتِبة وشاعرة أمريكية. درست في جامعة ماركيت.